# グンティン

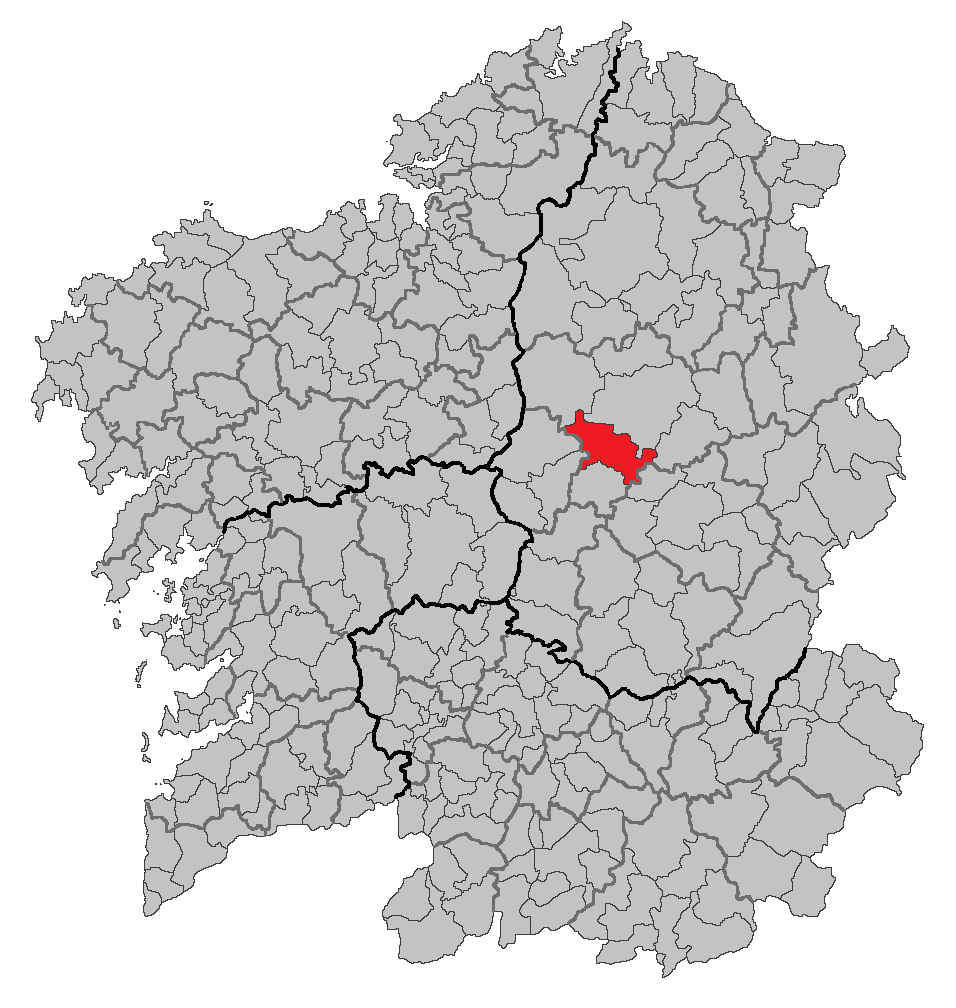

グンティン（Guntín）は、スペイン、ガリシア州、ルーゴ県の自治体。コマルカ・デ・ルーゴに属する。ガリシア統計局によれば、2009年の人口は3,129人（2006年：3,248人、2005年：3,307人、2004年：3,329人、2003年：3,356人）。
ガリシア語話者の自治体住民に占める割合は99.76%（2001年）。

## 地理
グンティンはルーゴ県の中央部に位置し、コマルカ･デ･ルーゴに属する。隣接する自治体は、北がフリオルとルーゴ、東がオ・コルゴとオ・パラモ、南がポルトマリン、西がモンテローソとパラス・デ・レイである。

### 人口
| グンティンの人口推移 1900－2010                         |
|                                                         |
| 出典:INE（スペイン国立統計局）1900年 - 1991年、1996年 - |

## 政治
自治体首長はガリシア国民党（PPdeG）のヘスス・カレイラ・フェレイロ（Jesús Carreira Ferreiro）、自治体評議員は、ガリシア国民党：6、ガリシア社会党（PSdeG-PSOE）：5となっている（2007年自治体選挙結果）。

## 教区
グンティンは31の教区に分けられている。
- カステーロ・デ・パジャーレス（サン・サルバドール）
- コスタンテ（サン・ミゲル）
- エントランバサウガス（サンティアーゴ）
- フェレイラ・デ・パジャーレス（サンタ・マリーア）
- フェロイ（サンティアーゴ）
- フランコス（サン・サルバドール）
- ゴメージェ（サンティアーゴ）
- グローロス（サンタ・クルス）
- グンティン・デ・パジャーレス（サン・サルバドール）
- ラメーラ（サンタ・マリーア）
- ロウサーダ（サンタ・エウラリア）
- モンテ・デ・メーダ（サン・マルティーニョ）
- モステイロ（サンタ・マリーア）
- ア・モータ（サント・エステーボ）
- モウガン（サンタ・マリーア・マダレーナ）
- ナバージョス（サン・ペドロ）
- オウロル（サン・シュリアン）
- ピニェイラス（サン・マメーデ）
- プラデーダ（サンタ・エウラリア）
- サン・シブラーオ・デ・モンテ・デ・メーダ（サン・シブラーオ）
- サン・マメーデ・デ・ロウサーダ（サン・マメーデ）
- サン・ロマーオ・ダ・レトルタ（サン・ロマーオ）
- サンタ・クルス・ダ・レトルタ（サンタ・クルス）
- サンタ・エウシェーア（サン・ショアン）
- サンタ・マリーア・デ・フェロイ（サンタ・マリーア）
- シルビアン（サンタ・マリーア）
- ビラマイヨール・デ・ネグラル（サン・ロウレンソ）
- ビラメアー（サン・マルティーニョ）
- ビラメレージェ（サン・ビセンテ）
- ビラルマーオ（サン・ミゲル）
- ソージェ（サンタ・マリーア）